# 国际通信卫星组织
国际通信卫星组织（英語：International Telecommunications Satellite Organization，缩写：ITSO）是一个政府之间通信卫星合作的全球性组织，成立于1964年，負責監管国际通信卫星公司（2001年被私有化）的公共服務。
至2013年6月，国际通信卫星组织共有149个成员国，被批准加入的国家必须遵守多边协议。